# Іван Малениця
Іван Малениця (хорв. Ivan Malenica; нар. 21 липня 1985, Шибеник) — хорватський правник, політик, міністр управління в першому уряді Андрея Пленковича (з 19 липня 2019 року) і міністр юстиції та управління Хорватії у другому уряді Андрея Пленковича (з 23 липня 2020)

## Життєпис
Початкову і середню школу закінчив у рідному місті Шибеник. 2008 року здобув вищу освіту на юридичному факультеті Сплітського університету. 2013 року навчався на докторантурі цього ж факультету за напрямом «публічне право і державне управління». Відразу після випуску з юридичного факультету вступив у Хорватську демократичну співдружність, а 2009 року влаштувався на роботу в Шибеницьку політехніку. Спочатку працював асистентом, а з 2013 р. — викладачем кафедр адміністративного права та адміністративно-процесуального права. 2016 р. став старшим викладачем на тих же кафедрах, а в жовтні 2017 р. обійняв посаду декана Шибеницької політехніки. 
Його сім'я родом із села Бриштани з-під Дрниша, з якого походять, наприклад, знаменитий колишній воротар сплітського «Хайдука» Стипе Плетикоса та легенда тенісу і колишній тренер Никола Пилич. Батько Анте був багаторічним директором «Ceste Šibenik d.o.o.», а його дядько Фране Малениця — один із засновників Хорватської народної партії у Шибенику та нинішній директор підприємства з водопостачання та водовідведення «Vodovod i odvodnja d.o.o.». 
У 2009-2017 рр. був депутатом Шибеницько-Книнської жупанії. Також був кандидатом ХДС на посаду державного секретаря міністерства у момент приходу до влади Андрея Пленковича, але натомість  взяли на цю посаду Йосипу Римаць. 2018 року на пропозицію Шибеницько-Книнської організації ХДС став головою Управлінського комітету партії. На цій посаді відповідав за консультування прем'єр-міністра Андрея Пленковича з питань, що стосуються державного управління. Тоді й отримав одностайну підтримку голови партії та її Національної ради. 
Після низки оборудок із нерухомістю з посади міністра управління подав у відставку Ловро Кущевич і 17 липня 2019 р. прем'єр Андрей Пленкович запропонував Івана Маленицю його наступником.
З цього приводу Малениця наголосив, що зробить усе, щоб державне управління служило громадянам та щоб вони реалізовували свої права і певні інтереси з якомога меншими затратами та в якомога коротші строки. Як дуже важливий проект і засіб, який усе це дозволить, він бачить оцифрування системи державного управління.
Одружений, має двох дітей.